# Malva hispanica
Malva hispanica  (лат.) — вид растений рода Мальва (Malva) семейства Мальвовые (Malvaceae).
Однолетнее травянистое растение. Стебель прямой, 0,7-0,9 (1) м, простой или ветвистый от основания, густо опушенный. Цветы 1,5-3 см в диаметре, одиночные. Лепестки 15-25 мм, обратнояйцевидные, выемчатые, розовые. Полуплодики[прояснить] 11-16 2-2,5 мм в диаметре, голые, жёлтые при созревании.
Вид распространён на Пиренейском полуострове, в северо-восточной Африке (Марокко, Алжир). Населяет кустарники и луга на песчаных почвах и кремнезёме на высотах 0-1400 м над уровнем моря.